# Madame macht Geschichte(n)
Madame macht Geschichte(n) (Originaltitel Call Me Madam) ist eine US-amerikanische Filmkomödie der 20th Century Fox aus dem Jahr 1953 unter der Regie von Walter Lang. Mrs. Sally Adams, gespielt von Ethel Merman, wird als Botschafterin ins Großherzogtum Lichtenburg geschickt, den kleinsten Staat der Welt, um die Vereinigten Staaten zu repräsentieren. Weitere Hauptrollen spielen Donald O’Connor, Vera-Ellen und George Sanders.
Der Film wurde mit einem Oscar für die „Beste Filmmusik“ ausgezeichnet. Die Handlung basiert auf dem von Leland Hayward produzierten musikalischen Bühnenspiel Call Me Madam von Howard Lindsay und Russel Crouse, zu dem Irving Berlin Musik und Musiktexte beisteuerte, erstmals aufgeführt am 12. Oktober 1950 in New York. Ethel Merman war dort ebenfalls in der Hauptrolle besetzt und wurde 1951 mit einem Tony Award ausgezeichnet.

## Handlung
Im Jahr 1951 wird Sally Adams, eine wohlhabende kapriziöse Witwe aus Oklahoma, die in Washington lebt, als US-Botschafterin für das Großherzogtum Lichtenburg vereidigt. Adams hat es verstanden, ihre Luxusvilla zum Treffpunkt einflussreicher Menschen zu machen, Einladungen zu ihren Festen sind hoch begehrt. Obwohl Sally nicht weiß, wo genau Lichtenburg überhaupt liegt, ist sie erst einmal begeistert von ihrer neuen Aufgabe und nimmt das zum Anlass, eines ihrer legendären Feste zu geben. Alles, was Rang und Namen hat, ist erschienen, und auch Amerikas Fernsehanstalten schalten sich zu, als Sally ihre Rede hält, bei deren Text sie tatkräftig von dem Journalisten Kenneth Gibson unterstützt worden ist. Da Gibson augenscheinlich sehr gut über die europäische Politik informiert ist, bittet Sally ihn, sie als ihr Presseattaché zu begleiten. Als er annimmt, schickt sie ihn schon einmal voraus nach Lichtenburg. In der US-Botschaft im malerischen Lichtenburg gibt deren Geschäftsträger, der snobistische Pemberton Maxwell, Gibson zu verstehen, dass er wenig von einem weiblichen Botschafter hält. Am großherzoglichen Hof in Lichtenburg dagegen, ist man von Sallys Ernennung sehr angetan, da ihr der Ruf vorauseilt, äußerst großzügig und verständnisvoll zu sein. Da das kleine Land in großen finanziellen Schwierigkeiten steckt, hofft man, dass Sally einen Weg der Hilfe findet. Die neue Botschafterin macht Maxwell unmissverständlich klar, dass er es nicht schaffen werde, sie zu vertreiben, und fordert ein, dass er sie Madam zu nennen habe. Sally ist entschlossen, die ihr gestellten Aufgaben auf die ihr eigene Art zu lösen.
Bei Hof verhandelt man gerade darüber, Prinzessin Maria mit Prinz Hugo von Middledorf zu vermählen, der jedoch eine größere Mitgift der Prinzessin zur Bedingung macht. Diese arrangierte Ehe wäre für beide Länder von politischen Vorteil. Premierminister Sebastian und der Finanzminister August Tantinnin gehen davon aus, dass Sally sich für eine amerikanische Anleihe einsetzen wird, was diese jedoch ablehnt, da sie der Meinung ist, dass sie sich in derart private Dinge nicht einzumischen habe. Sallys Haltung ändert sich jedoch, als der äußerst charmante Außenminister Cosmo Constantine ihr einen Antrittsbesuch macht. Um ihm zu imponieren, will sie versuchen, die erforderlichen Millionen zu beschaffen. Wie sich später herausstellt, legt Cosmo jedoch gar keinen Wert auf das Kapital. Bei dem einige Tage später stattfindenden Akt der offiziellen Übergabe des Beglaubigungsschreibens an die neue Botschafterin, bringt Sally durch ihre ungezwungene, charmante Art und ihren speziellen Humor Leben in die nach einem strengen Zeremoniell ablaufende Veranstaltung. Ihr Presseattaché Gibson trifft auf dem Fest Prinzessin Maria wieder, die er einige Tage zuvor in einem Kaufhaus kennengelernt hatte. Beide fühlten sich sofort zueinander hingezogen. Sally überlegt krampfhaft, wie sie eine mögliche Eheschließung mit Prinz Hugo umgehen kann. Als es abseits des Festes zu einem innigen Kuss zwischen ihr und Kenneth Gibson kommt, läuft sie verwirrt davon.
Sally, die offene Augen und ein Herz für die jungen Leute hat, ermöglicht ihnen jedoch, sich ab und zu zu treffen. Ihr eigenes Glück dagegen wird getrübt, da Maxwell es versteht, Unsicherheit bei ihr zu schüren, indem er immer wieder behauptet, dass Constantine, in den die reife Frau sich ernsthaft verliebt hat, nur mit ihr flirte, um das Darlehen für seinen Staat doch noch zu erhalten; sein Protest sei nur vorgetäuscht. Das führt dazu, dass ihr Verhalten gegenüber Cosmo sich verändert. Dieser wiederum ist verwirrt, da er nicht weiß, was das zu bedeuten hat. Dann jedoch trifft der von der Lichtenburger Regierung sehnlichst erwartete Untersuchungsausschuss des Senats ein. Die Herren wollen allein mit Cosmo Constantin über eine Anleihe verhandeln. Das wiederum führt zu einer Regierungskrise, da die Minister Tantinnin und Sebastian sich übergangen fühlen. Das Kabinett tritt nach eingehender Beratung zurück und trägt Constantine den Posten des Premierministers an. Dieser ist froh über darüber, wie sich die Dinge entwickelt haben, denn er ist fest entschlossen, den Staatshaushalt von Lichtenburg zu sanieren, und macht unmissverständlich klar, dass Lichtenburg unverkäuflich sei. Die Senatoren sind beeindruckt von seiner Haltung und wollen ihn in Zukunft unterstützen.
Sally jedoch wird ganz plötzlich von ihrem Posten abberufen, mit der Begründung, sie habe sich in die privaten Angelegenheiten der großherzoglichen Familie eingemischt und dadurch das Vertrauen der Lichtenburger Regierung verspielt. Traurig tritt sie mit ihrem Attaché Gibson zusammen die Heimreise in die USA an. Doch schon bald erweist Sally sich wieder als exzellente Gastgeberin und erwartet zu einem ihrer Feste auch den neu ernannten Botschafter Lichtenburgs Cosmo Constantin. Als er eintrifft, befindet sich in seiner Begleitung eine junge Dame – Prinzessin Maria. Die Liebe zu Kenneth war so groß, dass sie ihren Titel abgelegt hat, um seine Frau werden zu können.
Für Sally hält Cosmo noch eine Überraschung bereit: Er verleiht ihr in Anerkennung ihrer Dienste für Lichtenburg den Hausorden des Landes, der mit dem Titel „Dame“ verbunden ist, wie sie sich ab jetzt nennen darf. Als beide sich etwas später glücklich umarmen, sind auch die Missverständnisse zwischen ihnen ausgeräumt.

## Produktion und Hintergrund
Die Dreharbeiten begannen am 4. September und gingen bis zum 30. Oktober 1952, weitere Aufnahmen entstanden vom 19. November bis Ende November 1952 in Washington, D.C. Der Film hatte am 4. März 1953 Weltpremiere in New York, am 25. März lief er dann allgemein in den Kinos der USA an. In der Bundesrepublik Deutschland lief der Film erstmals am 25. Dezember 1953 im Kino.
Das Studio bewarb den Film seinerzeit mit: „20th Century Fox präsentiert Irving Berlins Call Me Madam.“ Nach dem Vorspann hieß es: Diese Geschichte aus der Vergangenheit findet in zwei Ländern statt. Eines ist frei erfunden und heißt Lichtenburg das andere sind die Vereinigten Staaten von Amerika. Ethel Merman, für die die Rolle in Call Me Madam extra geschrieben wurde, erhielt zehn Prozent der Gewinne aus der Broadway-Show sowie aus dem Verkauf der Filmrechte. Neben Merman war Lilia Skala, die die Großherzogin Sophie spielte, die einzige Darstellerin, die ihre Broadway-Rolle auch im Film spielte. Merman hatte zuvor am Broadway großen Erfolg in dem Musical Annie Get Your Gun und Lindsay und Crouse hofften auf eine Wiederholung. Tatsächlich war auch dieses Bühnenstück vom Erfolg gekrönt mit 644 Vorstellungen, und drei gewonnenen Tony Awards. Neben Ethel Merman für ihre Leistung als „Beste Schauspielerin in einem Musical“ wurde auch Irving Berlin für seine Musikstücke mit einem Tony Award geehrt.
Damalige Quellen führten aus, dass das Musical dem Leben und der Karriere von Perle Mesta (1889–1975), einer wohlhabenden Amerikanerin und High-Society-Gastgeberin nachempfunden sei. Mesta wurde 1949 vom damaligen amerikanischen Präsidenten Harry S. Truman als erste Botschafterin der USA ins Großherzogtum Luxemburg entsandt. Perle Mesta soll das Musical sehr gemocht haben und bei einem Abendessen, zu dem Mesta und Merman sich trafen, sollen die Frauen sich sofort gut verstanden haben. Merman erinnert sich an diese Begebenheit in ihrer 1978 erschienenen Autobiografie. Mesta nahm Merman dann auch in die Gästeliste ihrer berühmten Partys auf. Der Musical- bzw. Filmtitel soll auf einen Ausspruch der ehemaligen Diplomatin Mesta zurückgehen, die auf die Frage, welche Anrede sie bevorzuge, geantwortet haben soll: „Call me Madam Minister“, woraus dann verkürzt Call Me Madame wurde.
George Sanders gab in Call Me Madam sein Gesangsdebüt in einem Film. Für Merman war es ihr erster erneuter Filmauftritt seit ihrem Auftritt 1943 in dem von United Artists produzierten Film Stage Door Canteen. Für 20th Century Fox war es ein Risiko, Merman mit ihrer Broadway-Rolle nun auch in der Verfilmung zu besetzen, da sie an der Kinokasse bisher keine nennenswerten Erfolge vorzuweisen hatte. Hollywood war es bisher nicht gelungen, ihr immenses Talent, das sie auf der Bühne so erfolgreich machte, im Film richtig rüberzubringen. Irving Berlin war es, der den 20th-Century-Fox-Chef Darryl F. Zanuck überzeugte, Merman die Rolle zu übertragen. George Sanders, der zuletzt mit dem oscarprämierten Film Alles über Eva von sich hatte Reden machen, war zuvor noch nie in einem Musical aufgetreten, bestritt seine Gesangspartien selbst und überraschte mit seiner eindrucksvollen Baritonstimme. Merman, die gut mit Sanders zusammengearbeitet hatte, äußerte sich später in ihrer Autobiografie, dass der Schauspieler ein schwer zugänglicher Mann gewesen sei, der sich oft in seiner Garderobe eingeschlossen habe und wohl recht unglücklich gewesen sei, denn „sonst hätte er ja nicht das getan, was er getan habe“, schrieb sie in Anspielung auf Sanders Selbstmord 1972.
Der Film war lange Zeit weder auf VHS noch auf DVD erhältlich, was in erster Linie daran lag, dass es im Zusammenhang mit Irving Berlins Nachlass rechtliche Probleme gab. Seit dem 20. April 2004 gibt es eine DVD von 20th Century Fox mit einer Laufzeit von 114 Minuten in der englischen Originalversion.

## Soundtracks
– Musik und Text jeweils: Irving Berlin –
- The Hostess with the Mostes, dargeboten von Ethel Merman
- Lichtenburg, gesungen von einem Offscreen Chor
- Can You Use Any Money Today, dargeboten von Ethel Merman
- Marrying for Love, dargeboten von George Sanders
- It’s a Lovely Day Today, gesungen von Donald O’Connor und Vera Ellen mit der Stimme von Carol Richards
- That International Rag, vorgetragen von Ethel Merman
- You’re Just In Love, gesungen von Ethel Merman und Donald O’Connor
- The Ocarina, gesungen von Vera Ellen mit der Stimme von Carol Richards
- What Chance Have I With Love?, gesungen und getanzt von Donald O’Connor
- Something To Dance About, gesungen und getanzt von Donald O’Connor und Vera Ellen mit der Stimme von Carol Richards
- The Best Thing For You Would be Me, gesungen von Ethel Merman und George Sanders
- Mrs. Sally Adams, gesungen von einem Telefonisten

Zusätzlich zu den genannten Songs, sind kurze Ausschnitte aus dem Lichtenburg Song und Washington Square Dance von Berlin zu hören. I Like Ike wurde als einziger Song der von Berlin für das Broadway-Musical geschriebenen Lieder nicht in den Film übernommen. Stattdessen wählte man Berlins Hit von 1913 That International Rag. Man hielt I like Ike für zu politisch, weil er sich zu einem beliebten Kampagnensong für Dwight D. Eisenhower entwickelt hatte. What Chance have I With Love? wurde neu in den Film aufgenommen, um die Gesangs- und Tanztalente von Donald O’Connor besser herausstellen zu können. Der Song The Hostess With the Mostes on the Ball spielt auf den Beinamen Mestas an.

## Kritik
Die Kritik für den Film war ganz überwiegend positiv, und Ethel Merman konnte in Call Me Madam den Erfolg ihrer Bühnenrolle wiederholen. So schwärmte das Nachrichtenmagazin Time, dass ‚Call Me Madam‘ ein schöner, vergnügter und todsicherer Filmhit geworden sei, dem Walter Langs schwungvolle Regie, Robert Altons Tänze sowie erstklassige Nebendarsteller zu einer großen Show auch im Kino verhelfen würden. Auch stelle der Film auf die besonderen Talente von Ethel Merman ab, die schon in der Eröffnungsszene den Film mit ihrer kraftvollen Persönlichkeit dominiere.
Auch Bosley Crowther von der New York Times stellte auf Ethel Merman ab, lobte sie fast schwärmerisch und war der Ansicht, dass sie die Freude, die sie den Menschen in 644 Vorstellungen am Broadway geschenkt habe, nun auch den Zuschauern, die den Film schauen würden, beschere. Mit ihrer Dynamik, Vitalität und Frische mache sie ‚Call Me Madam‘ zu einer neuen Art von Show (auch wenn sie es nicht sei). Auch ihre Gesangsleistungen lobte Crowther ohne jede Einschränkung.
Auch Variety zeigte sich von dem Film sehr angetan und lobte Merman, die die Filmversion ebenso beherrsche wie schon ihre Rolle auf der Bühne. Gelobt wurde auch die frische, einfallsreiche Choreographie von Robert Alton. Das Drehbuch von Howard Lindsay und Russel Crouse sei phantasievoll und Merman sei in ihren Musiknummern besonders gut. Hervorzuheben sei auch ihr You’re Just in Love-Duett mit Donald O’Connor.
Das Lexikon des Internationalen Films war zwar amüsiert, widersprach jedoch, was die Musikeinlagen betraf, der Ansicht der vorgenannten Kritiken und urteilte: „Auf amüsant-satirische Weise werden gewisse Gepflogenheiten der amerikanischen Außenpolitik in den 50er Jahren aufs Korn genommen, die operettenhaften Einlagen sind allerdings schwächer.“

## Auszeichnungen
1954 wurde Alfred Newman in der Kategorie „Beste Filmmusik in einem Musikfilm“ mit einem Oscar ausgezeichnet. Außerdem war Irene Sharaff in der Kategorie „Bestes Kostümdesign in einem Farbfilm“ für den Oscar nominiert, konnte sich jedoch gegenüber Charles Le Maire und Emile Santiago mit ihren Kostümen für den Monumentalfilm Das Gewand nicht durchsetzen.